# Сарасени, Паулу Сесар
Па́улу Се́сар Сарасе́ни (порт.-браз. Paulo César Saraceni; 5 ноября 1933, Рио-де-Жанейро, Рио-де-Жанейро, Бразилия — 14 апреля 2012, там же) — бразильский кинорежиссёр, сценарист, актёр и продюсер.

## Биография
С 1955 года работал в театре актёром, помощником режиссёра. Выступал в прессе как кинокритик. В 1958 году дебютирует документальным фильмом «Дороги». А в 1959 году ставит с Мариу Карнейру документальную ленту «Хутор у мыса», замеченный критикой как на родине, так и за рубежом. Учился в Экспериментальном киноцентре (Рим), где тесно сотрудничал с Марко Беллоккьо. Вернувшись в Бразилию, снял художественный фильм «Порт Кайшас».

## Избранная фильмография

### Режиссёр
- 1958 — Дороги / Caminho (д/к)
- 1959 — Хутор у мыса / Arraial do Cabo (д/к, с Мариу Карнейру)
- 1962 — Порт Кайшас / Porto das Caixas
- 1964 — Расовая интеграция / Integração racial (д/к)
- 1965 — Вызов / O Desafio
- 1968 — Капиту / Capitu
- 1971 — Убитый дом / A Casa Assassinada
- 1972 — Любовь, карнавал и мечты / Amor, carnaval e sonhos
- 1977 — Аншьета, Жозе ду Бразил / Anchieta, José do Brasil
- 1982 — К югу от моего тела / Ao Sul do Meu Corpo
- 1988 —  / Natal da Portela
- 1996 —  / Bahia de Todos os Sambas
- 1999 — Путешественник / O Viajante
- 2003 —  / Banda de Ipanema - Folia de Albino

### Сценарист
- 1962 — Порт Кайшас / Porto das Caixas
- 1965 — Вызов / O Desafio
- 1968 — Капиту / Capitu (по роману Жоакину Мария Машаду ди Асиса «Дон Касмурру»)
- 1971 — Убитый дом / A Casa Assassinada
- 1977 — Аншьета Жозе ду Бразил / Anchieta, José do Brasil
- 1982 — К югу от моего тела / Ao Sul do Meu Corpo
- 1999 — Путешественник / O Viajante
- 2003 —  / Banda de Ipanema - Folia de Albino

### Продюсер
- 1962 — Пять раз фавела / Cinco vezes Favela
- 1965 — Вызов / O Desafio
- 1968 — Капиту / Capitu
- 1971 — Убитый дом / A Casa Assassinada
- 1977 — Аншьета, Жозе ду Бразил / Anchieta, José do Brasil

### Актёр
- 1976 — Толстый и худой / Gordos e Magros
- 1979 —  / Muito Prazer
- 1988 —  / Natal da Portela
- 1989 — Проповеди / Sermões - A História de Antônio Vieira
- 2002 — Открой моё сердце / Aprimi il cuore

## Награды
- номинация на Золотого «Святого Георгия» XXI Московского международного кинофестиваля («Путешественник»)
- приз ФИПРЕССИ — особое упоминание XXI Московского международного кинофестиваля («Путешественник»)